# Philotartessus siautensis
Philotartessus siautensis är en insektsart som beskrevs av Evans 1981. Philotartessus siautensis ingår i släktet Philotartessus och familjen dvärgstritar. Inga underarter finns listade i Catalogue of Life.